# رانی‌پور، سند
رانی‌پور (به انگلیسی: Ranipur) یک شهرک در پاکستان است که در شهرستان خیرپور واقع شده‌است. رانی‌پور ۴۰٬۰۰۰ نفر جمعیت دارد و ۴۵ متر بالاتر از سطح دریا واقع شده‌است.